# Sporophile de Dubois
Sporophila ardesiaca
Espèce
Statut de conservation UICN

 LC  : Préoccupation mineure
Le Sporophile de Dubois (Sporophila ardesiaca) est une espèce de passereaux appartenant à la famille des Thraupidae.
Le nom de cet oiseau commémore l'ornithologue belge Alphonse Joseph Charles Dubois (1839 - 1920).

## Répartition
Il est endémique au Brésil (États de Rio de Janeiro et d'Espírito Santo).

## Habitat
Il habite les prairies, les zones de broussailles humides tropicales et subtropicales et les forêts primaires fortement dégradées.